# ニューアーク＝オン＝トレント
ニューアーク＝オン＝トレント (Newark-on-Trent) は、イングランドのノッティンガムシャーにあるタウン。トレント川沿いの町で、A1道路およびイースト・コースト本線が町を通過している。

## 姉妹都市
- フランス サン＝シル＝シュル＝ロワール
- ドイツ エメンディンゲン
- ポーランド サンドミエシュ